# Pézilla-la-Rivière
Pézilla-la-Rivière (catalansk: Pesillà de la Ribera) er en by og kommune i departementet Pyrénées-Orientales i Sydfrankrig.

## Geografi
Pézilla-la-Rivière ligger 13 km vest for Perpignan. Nærmeste byer er mod vest Corneilla-la-Rivière (4 km) og mod øst Villeneuve-la-Rivière (3 km).

## Demografi

### Udvikling i folketal
| 1962                                                              | 1968  | 1975  | 1982  | 1990  | 1999  | 2007  | 2014  | 2017  |
| ----------------------------------------------------------------- | ----- | ----- | ----- | ----- | ----- | ----- | ----- | ----- |
| 2.091                                                             | 2.159 | 2.058 | 2.200 | 2.349 | 2.754 | 3.083 | 3.418 | 3.662 |
| Tal fra og med 1962 er uden dobbelttælling (sans doubles comptes) |       |       |       |       |       |       |       |       |